# 王匡 (更始)
王匡（？—25年），荊州江夏郡新市（今湖北京山）人，新朝末年政治人物，绿林军首领。
新朝天凤四年（17年），与王凤在绿林山起义。山中瘟疫，他带领部众到南阳，即新市兵。更始元年（23年）拥立刘玄为更始帝，王匡为定国上公。新朝灭亡后，更始帝封他为比阳王。被更始帝猜忌，他投靠赤眉军，後轉投刘秀，但在半路上打算逃跑，刘秀将领宗广把他们全部处斩。

## 生平

### 王莽改制
始建國元年（公元9年），王莽宣佈並接連實施一系列新制度，其中衝擊民生經濟屬王田制、鹽、鐵、酒、幣制、五均賒貸及山林川澤收歸國有等最為嚴重，迫使百姓造反。

### 綠林起義
公元17年（天鳳四年），南方發生大規模飢荒。王匡、王鳳爭辯訴訟，武裝反抗，從其者數百人，推崇其為渠帥，隨後規模擴大，數月間跟雖其者至七八千人，藏於綠林山中，故稱「綠林起義。」
公元21年（地皇二年）荊州牧某遂帶兵兩萬人攻之，王匡、王鳳率兵迎擊於雲社，故稱雲社之戰，王匡、王鳳等人大破牧軍，殺數千人。
公元22年（地皇三年），綠林發生大疫，死者且半，乃兵分二路，常成、丹西入南郡號下江兵，王匡、王鳳、馬武及其支黨朱鮪張卬等北入南陽號新市兵，率眾首領等人皆自稱將軍，同年七月，匡等未能攻下隨州，陳牧、廖湛復聚眾千餘人號平林兵響應。
公元23年（地皇四年）正月，合軍於泚水大破莽兵，將領甄阜、梁邱賜被斬。綠林軍已達數十萬人，雖然各路將領多且眾人無所統一，但皆有共識共議劉玄為更始帝，號勝公。王匡遂為定國上公。

### 投靠赤眉軍
公元24年（更始二年），王匡被封為比陽王，王莽敗死後劉玄遷都長安，重用貴族，並殺害綠林軍將領屠建、陳牧、成丹。王匡、王鳳、張卬等人為求自保率眾降於劉秀，後被劉秀將領宗廣所殺。

## 史書紀載

#### 後漢書
「甲子，前將軍鄧禹擊更始定國公王匡於安邑，大破之，斬其將劉均。」(劉宋)范曄撰；(唐)李賢等注；(晉)司馬彪補志；楊家駱主編，後漢書，臺北市 : 鼎文書局, 民70[1981]，底本：宋紹興本，本紀　凡十卷／卷一上　光武帝　劉秀　紀第一上／建武元年

#### 資治通鑑
「新市人王匡、王鳳為平理諍訟，地理志，新市縣屬江夏郡。為，于偽翻。諍，與爭同。晉王沈釋時論，闒茸勇敢於饕諍，叶韻平聲。古字多假借用也。遂推為渠帥，眾數百人。孔安國曰：渠，大也。帥，所類翻。於是諸亡命者南陽馬武、潁川王常、成丹等，皆往從之；共攻離鄉聚，臧於綠林山中，賢曰：離鄉聚，謂諸鄉聚離散。去城郭遠者，大曰鄉，小曰聚。前書曰：收合離鄉，置大城中，即其義也。綠林山，在今荊州當陽縣東北。余按郡國志，新市侯國有離鄉聚、綠林山。則以離鄉為聚名。聚，才喻翻。臧，古藏字。數月間至七八千人。」(宋)司馬光編著；(元)胡三省音註；標點資治通鑑小組校點，資治通鑑，北平:古籍出版社,1956[民45]，漢紀　凡六十卷／卷第三十八　漢紀三十／王莽下／天鳳四年

#### 文獻通考
「立王匡為泚陽王王鳳為宣城王朱鮪為膠東王王常為鄧王申屠建為平氏王陳牧為陰平王衞尉大將軍張卬為淮陽王」(元)馬端臨撰，文獻通考，臺北市:臺灣商務印書館,民76[1987]，封建考　凡十八卷／卷二百六十八　封建考九／東漢一／王侯